# Nabisco Masters 1987
Il Masters 1987 (chiamato anche Nabisco Masters 1987 per motivi di sponsorizzazione) è stato un torneo di tennis giocato sui campi in sintetico indoor del Madison Square Garden di New York negli Stati Uniti e nella Royal Albert Hall di Londra in Inghilterra. È stata la 18ª edizione del torneo di singolare di fine anno, la 14ª del torneo di doppio di fine anno ed era parte del Nabisco Grand Prix 1987. Il torneo di singolare si è giocato a New York dal 30 novembre al 4 dicembre 1987, Il torneo di doppio si è disputato a Londra dal 7 all'11 dicembre 1987.

## Partecipanti

### Teste di serie
| Nazionalità    | Giocatore      | Ranking | Testa di serie |
| -------------- | -------------- | ------- | -------------- |
| Cecoslovacchia | Ivan Lendl     | 1       | 1              |
| Svezia         | Stefan Edberg  | 2       | 2              |
| Svezia         | Mats Wilander  | 3       | 3              |
| Stati Uniti    | Jimmy Connors  | 4       | 4              |
| Germania Ovest | Boris Becker   | 5       | 5              |
| Cecoslovacchia | Miloslav Mečíř | 6       | 6              |
| Australia      | Pat Cash       | 7       | 7              |
| Stati Uniti    | Brad Gilbert   | 13      | 8              |

## Campioni

### Singolare
Ivan Lendl ha battuto in finale  Mats Wilander con il punteggio di 6–2, 6–2, 6–3.

### Doppio
Miloslav Mečíř /  Tomáš Šmíd hanno battuto in finale  Ken Flach /  Robert Seguso con il punteggio di 6–4, 7–5, 6–7, 6–3